# Leland (Iowa)
Leland és una població dels Estats Units a l'estat d'Iowa. Segons el cens del 2000 tenia 258 habitants.

## Demografia
Segons el cens del 2000, Leland tenia 258 habitants, 110 habitatges, i 75 famílies. La densitat de població era de 65,1 habitants/km².
Dels 110 habitatges en un 34,5% hi vivien nens de menys de 18 anys, en un 53,6% hi vivien parelles casades, en un 11,8% dones solteres, i en un 31,8% no eren unitats familiars. En el 25,5% dels habitatges hi vivien persones soles el 10% de les quals corresponia a persones de 65 anys o més que vivien soles. El nombre mitjà de persones vivint en cada habitatge era de 2,35 i el nombre mitjà de persones que vivien en cada família era de 2,83.
Per edats la població es repartia de la següent manera: un 26,4% tenia menys de 18 anys, un 7,8% entre 18 i 24, un 28,3% entre 25 i 44, un 26,7% de 45 a 60 i un 10,9% 65 anys o més.
L'edat mediana era de 38 anys. Per cada 100 dones de 18 o més anys hi havia 81 homes.
La renda mediana per habitatge era de 35.000 $ i la renda mediana per família de 40.000 $. Els homes tenien una renda mediana de 29.250 $ mentre que les dones 21.406 $. La renda per capita de la població era de 16.175 $. Entorn del 2,8% de les famílies i el 7,2% de la població estaven per davall del llindar de pobresa.

## Poblacions més properes
El següent diagrama mostra les poblacions més properes.